# Cetro uas
El cetro uas o was tenía la forma de una vara recta coronada con la cabeza de un animal fabuloso, siendo el extremo inferior ahorquillado; probablemente, simbolizaba el poder, la fuerza y el dominio en la mitología egipcia. Puede aparecer acompañado de otros símbolos, como son el pilar Dyed ("estabilidad, dominio") y el anj ("vida").

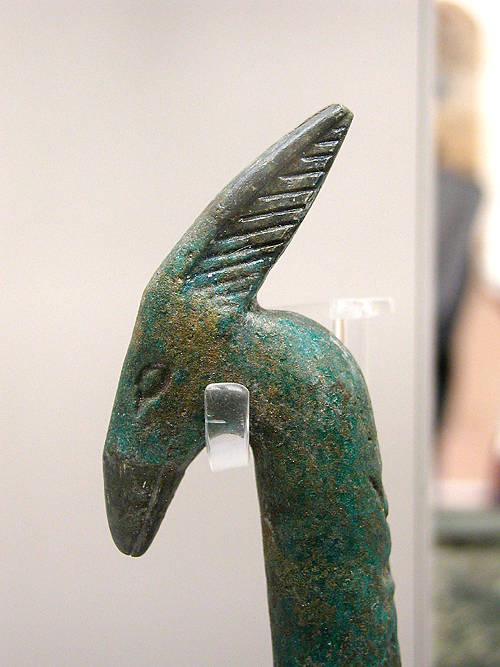
Cetro uas.

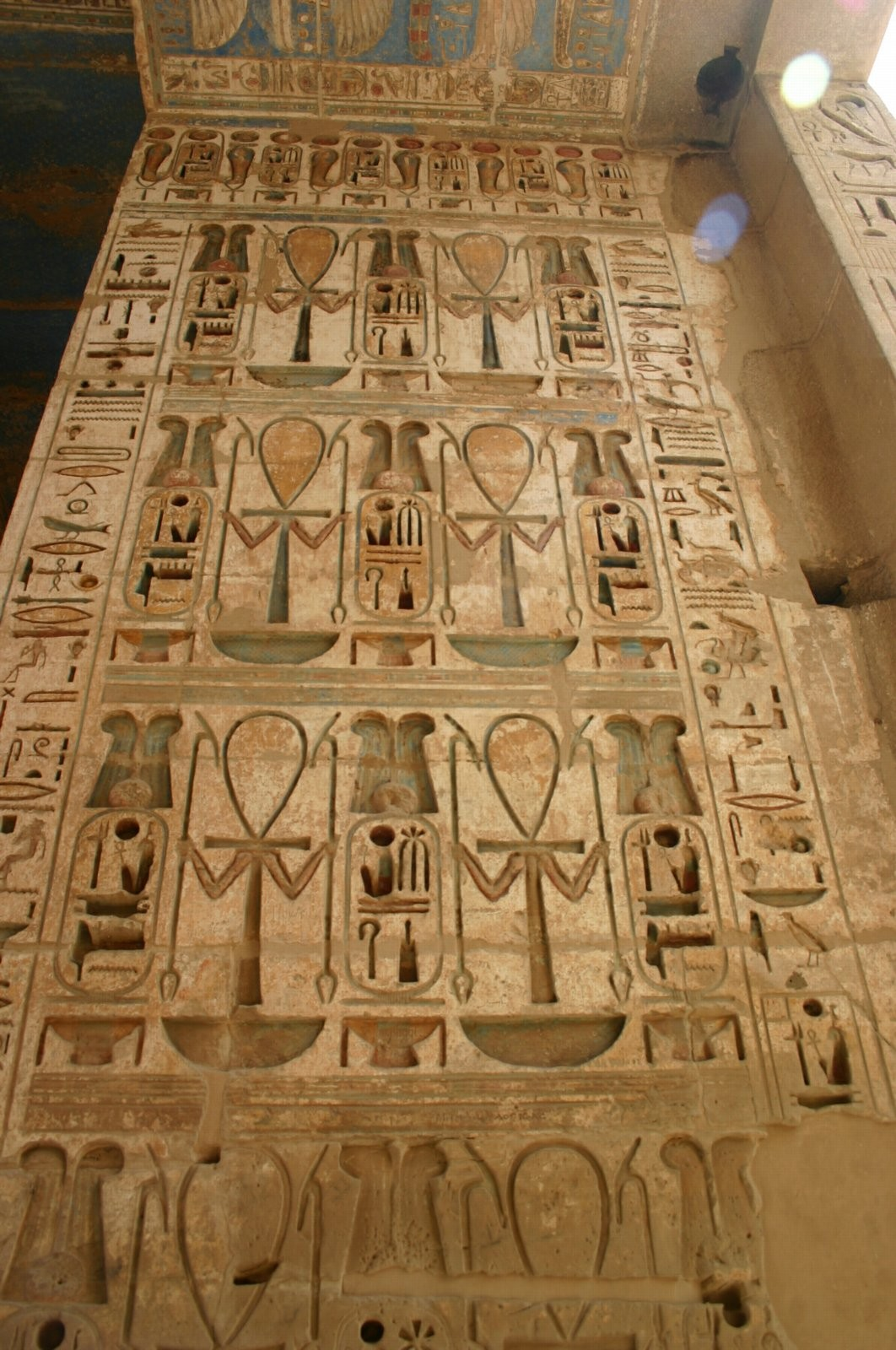
El símbolo anj portando cetros uas, en Medinet Habu.

## Historia
El uso del cetro uas pudiera remontarse al periodo predinástico de Egipto, como un bastón para conducir el ganado que, por algún motivo, pasó a simbolizar un elemento vinculado al poder y la fuerza. En la "tumba 100" de Hieracómpolis figura un personaje portando un cayado similar al cetro uas.
En contextos funerarios, el uas siempre estaba asociado al bienestar.

## Cetro divino
En las representaciones de templos, tumbas y estelas, el cetro uas era portado por los dioses Ptah, Sokar y más tardíamente Osiris. También lo llevaron Amón-Ra y Jonsu en la capilla de Ramsés II del templo de Medinet Habu, Ra-Horajty "Horus del horizonte", en la tumba de Tutankamón (Tutankamon), Seth en la Estela del año 400, en Tanis, Jepri o Igai, una antigua divinidad.
Aunque es un atributo típico de los dioses, a veces lo portaban diosas como Satis, o Bastet.

## Tebas, la "ciudad del cetro uas"
La antigua Uaset era "la ciudad del cetro uas" aunque, posteriormente, los griegos la llamaron Tebas o Thebai, sin que se conozca la razón exacta de porqué le asignaron ese nombre.

## Amuleto
El cetro uas era uno de los amuletos populares egipcios, simbolizando dominio.
|  |

|  |

|  |

|  |

|  |

|  |

|  |

|  |